# سوفی کانتون
سوفی کانتون (فرانسوی: Sophie Quinton‎؛ زادهٔ ۳۱ اوت ۱۹۷۶) بازیگر اهل فرانسه است. وی از سال ۲۰۰۰ میلادی تاکنون مشغول فعالیت بوده‌است.
از فیلم‌ها یا مجموعه‌های تلویزیونی که وی در آنها نقش داشته‌است می‌توان به سروان مارلو و چه کسی بامبی را کشت؟ اشاره کرد.